# 1 Armia (III Rzesza)
1 Armia (niem. 1. Armee) – jedna z niemieckich armii z czasów II wojny światowej, uczestniczyła w agresja na Francję a następnie w jej okupacji. 
Utworzona 26 sierpnia 1939 roku w XII Okręgu Wojskowym. W czasie agresji III Rzeszy na Polskę rozlokowana była przy granicy francuskiej. W 1940 roku podczas inwazji na Francję atakowała wojska francuskie broniące się na linii Maginota. Po pokonaniu Francji okupowała jej terytorium do 1944 roku. W czasie operacji Overlord walczyła przeciw wojskom zachodnich aliantów w rejonie Loary i górnej Sekwany. Zagrożona odcięciem wycofała się do Alzacji. Na początku 1945 roku prowadziła działania bojowe w Zagłębiu Saary. Skapitulowała 8 maja 1945 roku w rejonie Monachium, oddając się do niewoli Armii USA.

## Dowódcy armii
- gen. Erwin von Witzleben (26 sierpnia 1939 – 25 października 1939)
- gen. Johannes Blaskowitz (25 października 1939 – 1 maja 1944)
- gen. Joachim Lemelsen (1 maja 1944 – 2 czerwca 1944)
- gen. Kurt von der Chevallerie (2 czerwca 1944 – 5 września 1944)
- gen. Otto von Knobelsdorff (5 września 1944 – 31 października 1944 i 11 listopada 1944 – 30 listopada 1944)
- gen. Kurt von Tippelskirch (31 października 1944 – 11 listopada 1944)
- gen. Hans von Obstfelder (30 listopada 1944 – 28 lutego 1945)
- gen. Hermann Foertich (28 lutego 1945 – 6 maja 1945)
- gen. Rudolf Koch-Erpach (6 maja 1945 – 8 maja 1945, kapitulacja)

## Podległość
- wrzesień 1939 – listopad 1940 : Grupa Armii C
- listopad 1940 – maj 1944 : Grupa Armii D
- maj 1944 – maj 1945 : Grupa Armii G

## Struktura organizacyjna
Skład w czerwcu 1944:
- LXXX Korpus Armijny
- LXXXVI Korpus Armijny

(razem 5 dywizji piechoty)
Skład w styczniu 1945:
- XIII Korpus SS
- LXXXII Korpus Armijny
- LXXXX Korpus Armijny
- LXXVI Korpus Armijny
- LXXXIX Korpus Armijny
- 25 Dywizja Grenadierów Pancernych
- 21 Dywizja Pancerna